# Manzana Jesuítica (Bogotá)
La Manzana Jesuítica de Bogotá, Es una manzana urbana ubicada en la esquina sur oriental de la Plaza de Bolívar, declarada Bien de Interés Cultural y Monumento Nacional de Colombia por el Decreto 1584 del 11 de agosto de 1975. Comprende el Colegio Mayor de San Bartolomé, Iglesia de San Ignacio y el Museo de Arte Colonial (antigua Casa de las Aulas). El propietario de los edificios son la Compañía de Jesús (Colegio e Iglesia) y el Ministerio de Cultura (Museo).